# Monika Míčková
Monika Vlčková rozená Míčková (* 29. července 1991 Brno) je bývalá česká moderní gymnastka. V letech 2011–2015 byla absolutní mistryní České republiky v moderní gymnastice.
Od roku 2007 šestkrát reprezentovala Českou republiku ve světovém poháru a na Mistrovství světa v moderní gymnastice. Opakovaně se zúčastnila sérií Grand Prix.
Má manžela Martina Vlčka, se kterým má syna. Po skončení sportovní kariéry pořádá gymnastická soustředění pod značkou GymGym, „gymnastky gymnastkám“.